# Оборна муха
Оборна муха (Stomoxys calcitrans) е кръвосмучеща муха от род Stomoxys, произхождаща от Евразия, но днес разпространен по целия свят. Видът е важен преносител на опасни за хора и животни заболявания.

## Описание
На големина и по устройство видът наподобява на домашната муха, но се различава от нея по хоризонталното и напред разположено хоботче. Гърдите са сиви с четири надлъжни ивици. Коремчето е широко, с по три тъмни петна на второто и третото членче.

## Биологични особености
Оборните мухи летят в края на лятото и началото на есента, като нападат предимно конете, други животни и хора. Кръв смучат представителите и на двата пола. След като се насмучат с кръв женските снасят по 30-50 яйца в конския тор. Една женска за сезон може да снесе по около 800 яйца. Яйцата са жълтобелезникави с дължина около 1 mm. Ларвите се излюпват след 2-4 дни. След 2-3 седмици ларвите се превръщат в какавида. Процесът на какавидиране продължава за около 6-9 дни. Пълният биологичен цикъл продължава около 30 дни.

## Преносител на заболявания
Оборната муха е преносител на причинители на различни микроорганизми, които причиняват заболявания при хора и животни. Такива са трипанозомите Trypanosoma evansi, Trypanosoma equinum, Trypanosoma gambiense, Trypanosoma brucei, Trypanosoma fhodesiense, Trypanosoma vivax, причинители на лайшманиоза, антракс, инфекциозна анемия по конете. Оборната муха е междинен гостоприемник на нематода Habronema microstoma.